# Rimini FC

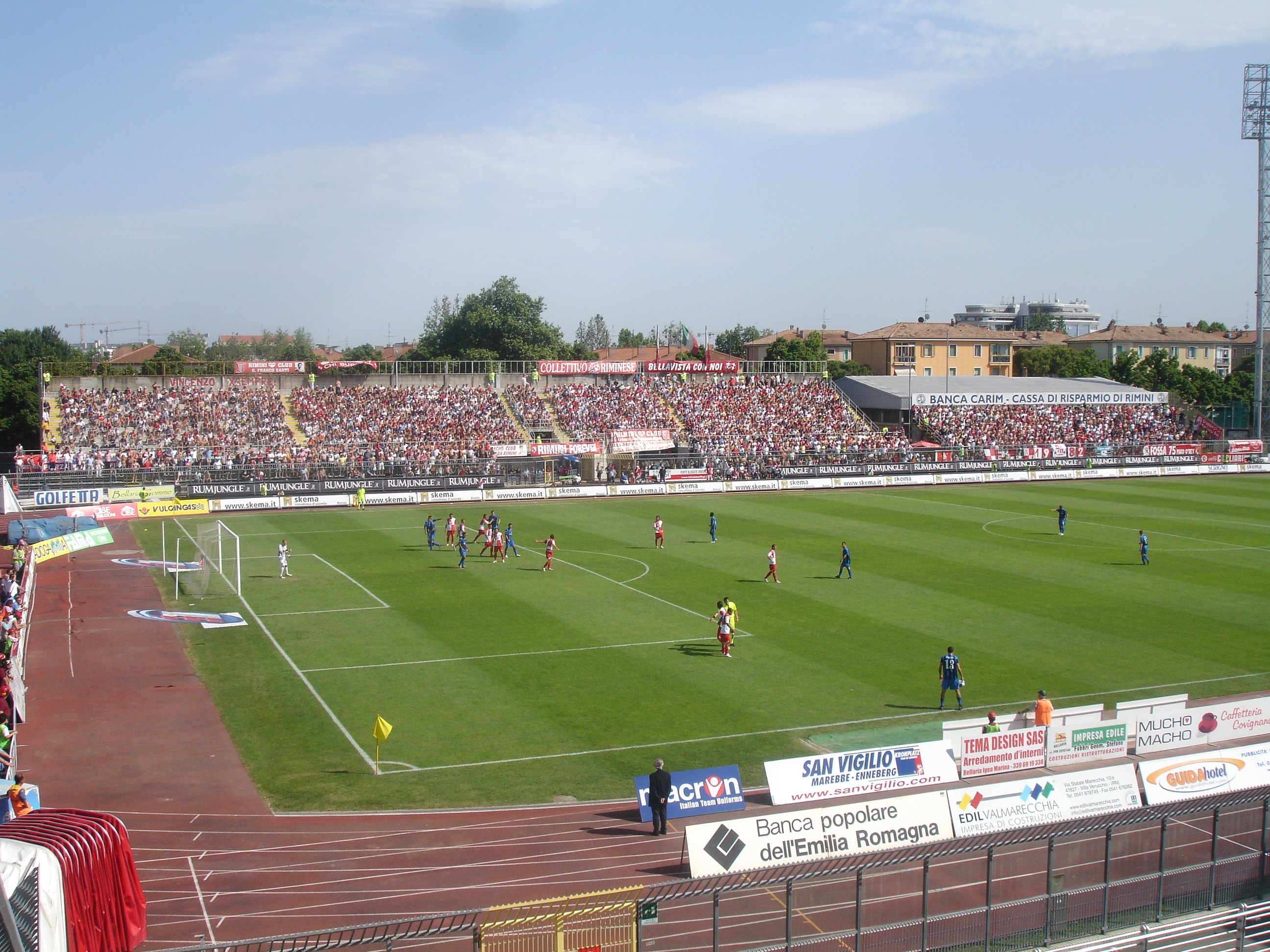
Stadion van Rimini Calcio

Rimini FC is een Italiaanse voetbalclub uit Rimini, Emilia-Romagna.
De club werd in 1912 opgericht als Libertas Rimini en nam in 1938 de huidige naam aan. In 1976 promoveerde de club voor het eerst naar de Serie B. Na drie seizoenen degradeerde Rimini en kon ook meteen terugkeren. Na een nieuwe degradatie in 1982 speelde de club de volgende twee seizoenen in de Serie C (zowel Serie C1 en Serie C2). Begin jaren 2000 ging het beter met de club en na zes opeenvolgende play-offs promoveerde de club naar de Serie C1 en werd daar kampioen in 2004/05 zodat Rimini weer terugging naar de Serie B.
In het eerste seizoen werd de club zeventiende, maar in het 2006/07 ging het al een stuk beter en speelde Rimini mee voor een promotieplaats. ondanks een verdienstelijke zevende plaats in 2007/08 liep het in het daaropvolgende seizoen niet goed af voor de club. Ze eindigde achttiende en degradeerde bijgevolg naar de Lega Pro Prima Divisione. Het seizoen daarna volgde een faillissement en moest derhalve naar de Serie D. Het duurde tot 2015 voordat Rimini weer terug was op het derde niveau maar aan het einde van dat seizoen ging Rimini opnieuw failliet. Na een herstart in de Eccellenza Emilia-Romagna begon de club weer aan de weg omhoog en belandde in 2018 weer op het derde niveau. 
In 2018 werd de naam van de club gewijzigd in Rimini FC. De club speelt haar thuiswedstrijden in het Stadio Romeo Neri.

## Eindklasseringen
| Seizoen | Competitie                          | Niveau | Eindstand | Coppa Italia | Opmerking                                                   |
| ------- | ----------------------------------- | ------ | --------- | ------------ | ----------------------------------------------------------- |
| 2000/01 | Serie C2 Girone B                   | IV     | 3         | --           | halve finale promotieserie                                  |
| 2001/02 | Serie C2 Girone B                   | IV     | 2         | --           | halve finale promotieserie                                  |
| 2002/03 | Serie C2 Girone B                   | IV     | 2         | --           | Finale promotieserie > AS Gubbio 1910 (1-0)                 |
| 2003/04 | Serie C1 Girone A                   | III    | 4         | 3e groep 6   | halve finale promotieserie                                  |
| 2004/05 | Serie C1 Girone A                   | III    | 1         | --           |                                                             |
| 2005/06 | Serie B                             | II     | 17        | 2e ronde     |                                                             |
| 2006/07 | Serie B                             | II     | 5         | 2e ronde     |                                                             |
| 2007/08 | Serie B                             | II     | 7         | 3e ronde     |                                                             |
| 2008/09 | Serie B                             | II     | 18        | 2e ronde     | play-out > AC Ancona (1-2)                                  |
| 2009/10 | Lega Pro Prima Divisione Girone A   | III    | 4         | 1e ronde     | halve finale promotieserie; Failliet                        |
| 2010/11 | Serie D Girone F                    | V      | 3         | --           | winnaar interregionale promotieserie Groep 2                |
| 2011/12 | Lega Pro Seconda Divisione Girone B | IV     | 6         | --           | halve finale promotieserie;                                 |
| 2012/13 | Lega Pro Seconda Divisione Girone B | IV     | 14        | --           |                                                             |
| 2013/14 | Lega Pro Seconda Divisione Girone B | IV     | 13        | --           |                                                             |
| 2014/15 | Serie D Girone D                    | IV     | 1         | --           |                                                             |
| 2015/16 | Lega Pro Girone B                   | III    | 15        | --           | play-out > L'Aquila Calcio (2-4); Failliet                  |
| 2016/17 | Eccellenza Emilia-Romagna Girone B  | V      | 1         | --           |                                                             |
| 2017/18 | Serie D Girone D                    | IV     | 1         | --           |                                                             |
| 2018/19 | Serie C Girone B                    | III    | 18        | --           | naamswijziging in Rimini FC; play-out > Virtus Verona (2-1) |
| 2019/20 | Serie C Girone B                    | III    | 20        | --           |                                                             |
| 2020/21 | Serie D Girone D                    | IV     | 5         | --           | halve finale promotieserie                                  |
| 2021/22 | Serie D Girone D                    | IV     | 1         | --           |                                                             |
| 2022/23 | Serie C Girone B                    | III    | 9         | --           | 1e ronde promotieserie                                      |
| 2023/24 | Serie C Girone B                    | III    | 10        | --           | 2e ronde promotieserie                                      |
| 2024/25 | Serie C Girone B                    | III    | 9         | --           | Winnaar Coppa Italia Serie C; 1e ronde promotieserie        |
| 2025/26 | Serie C Girone B                    | III    | .         | voorronde    |                                                             |

## Bekende (ex-)spelers
- Ahmed Barusso
- Matteo Brighi
- Luca Bucci
- Andrea Consigli
- Digão
- Cristiano Doni
- Luciano Favero
- Sergio Floccari
- Samir Handanovič
- Alessandro Matri
- Zlatan Muslimović
- Igor Protti
- Adrián Ricchiuti
- Daniele Zoratto

## Bekende (ex-)coach
- Arrigo Sacchi